# Cementon (Pennsylvanie)
Cementon est une census-designated place située dans le comté de Lehigh, dans l’État de Pennsylvanie, aux États-Unis. Lors du recensement de 2020, elle compte 1 657 habitants.